# محافظة سيلنج
محافظة سيلنج (بالمنغولية: Сэлэнгэ) هي واحدة من محافظات منغوليا الواحدة والعشرين. تقع محافظة سيلنج في شمال البلاد وتأخذ المحافظة اسمها من نهر سيلينج. عاصمتها مدينة سوخباتار. بلغ عدد سكانها 108,768 نسمة (2017)، فيما تبلغ مساحة المحافظة 41٬152٫63 كيلومتر مربع. تقع محافظة درخان-وول (عاصمتها درخان) كمُكتنَف (محافظة مَحُوطة) ضمن محافظة سيلنج.

## الموقع
تشترك في الحدود مع:
- بورياتيا
- محافظة توف
- محافظة خنتي
- محافظة أورخون
- زابايكالسكي كراي
- محافظة بولغان
- محافظة درخان-وول.

## التقسيمات الإدارية
- Altanbulag, Selenge [الإنجليزية]‏
- Baruunbüren [الإنجليزية]‏
- Bayangol, Selenge [الإنجليزية]‏
- Javkhlant, Selenge [الإنجليزية]‏
- Khüder [الإنجليزية]‏
- Khushaat [الإنجليزية]‏
- Mandal, Selenge [الإنجليزية]‏
- Orkhon, Selenge [الإنجليزية]‏
- Orkhontuul [الإنجليزية]‏
- Sant, Selenge [الإنجليزية]‏
- Saikhan, Selenge [الإنجليزية]‏
- Shaamar, Selenge [الإنجليزية]‏
- Tsagaannuur, Selenge [الإنجليزية]‏
- Tüshig [الإنجليزية]‏
- Yeröö [الإنجليزية]‏
- Züünbüren [الإنجليزية]‏.

## أعلام
- بويانجيفين باتزوريغ